# Radix iranica
Radix iranica is een slakkensoort uit de familie van de Lymnaeidae. De wetenschappelijke naam van de soort is voor het eerst geldig gepubliceerd in 1919 door Annandale & Prashad.